# ジェニファー・ホランド
ジェニファー・ホランド（Jennifer Holland, 1984年6月4日 - ）は、アメリカ合衆国の女優。

## 経歴
2021年に『ザ・スーサイド・スクワッド “極”悪党、集結』にエミリア・ハーコート役で出演し、2022年にはそのスピンオフであるドラマ『ピースメイカー』にも引き続き出演した。『ピースメイカー』はアメリカではHBO Maxで独占配信され、日本ではU-NEXTでの独占配信となった。

## 私生活
2015年から監督のジェームズ・ガンと交際を始め、2022年2月に婚約した。

## 出演作品

### 映画
- ハウス・オブ・ザ・デッド2
- ゾンビ・ストリッパーズ（ジェシー）
- アメリカン・パイ in ハレンチ教科書（アシュリー）
- ブライトバーン/恐怖の拡散者（ミス・エスペンシード）
- ザ・スーサイド・スクワッド “極”悪党、集結（エミリア・ハーコート）
- ブラックアダム（エミリア・ハーコート）
- シャザム!〜神々の怒り〜（エミリア・ハーコート）
- ガーディアンズ・オブ・ギャラクシー:VOLUME 3
- スーパーマン（スーパーマン・ロボット）

### テレビ
- ドレイク&ジョシュ シーズン2
- CSI:マイアミ シーズン4（ジュリー・ギャノン）
- クーガータウン シーズン1
- リゾーリ&アイルズ ヒロインたちの捜査線 シーズン1
- BONES シーズン6（ニコール・ツイスト）
- アメリカン・ホラー・ストーリー: 精神科病棟
- ザ・グレイズ 〜フロリダ殺人事件簿 ファイナル・シーズン
- ラッシュアワー
- ピースメイカー（エミリア・ハーコート）